# Simning vid världsmästerskapen i simsport 2022 – Damernas 50 meter ryggsim
Damernas 50 meter ryggsim vid världsmästerskapen i simsport 2022 avgjordes mellan den 21 och 22 juni 2022 i Donau Arena i Budapest i Ungern.
Kanadensiska Kylie Masse tog guld efter ett lopp på 27,31 sekunder, vilket blev hennes tredje VM-guld. Silvret togs av amerikanska Katharine Berkoff och bronset av franska Analia Pigrée.

## Rekord
Inför tävlingens start fanns följande världs- och mästerskapsrekord:
|                   | Namn      | Nation | Tid   | Ort                 | Datum           |
| ----------------- | --------- | ------ | ----- | ------------------- | --------------- |
| Världsrekord      | Liu Xiang | Kina   | 26,98 | Jakarta, Indonesien | 21 augusti 2018 |
| Mästerskapsrekord | Zhao Jing | Kina   | 27,06 | Rom, Italien        | 30 juli 2009    |

## Resultat

### Försöksheat
Försöksheaten startade den 21 juni klockan 09:00.
| Placering | Heat | Bana | Namn                        | Nationalitet                | Tid   | Noteringar |
| --------- | ---- | ---- | --------------------------- | --------------------------- | ----- | ---------- |
| 1         | 4    | 5    | Kylie Masse                 | Kanada                      | 27,26 | 0Q0        |
| 2         | 3    | 4    | Katharine Berkoff           | USA                         | 27,49 | 0Q0        |
| 3         | 4    | 3    | Ingrid Wilm                 | Kanada                      | 27,55 | 0Q0        |
| 4         | 3    | 5    | Regan Smith                 | USA                         | 27,70 | 0Q0        |
| 5         | 2    | 5    | Analia Pigrée               | Frankrike                   | 27,75 | 0Q0        |
| 6         | 2    | 6    | Medi Harris                 | Storbritannien              | 27,83 | 0Q0        |
| 7         | 3    | 3    | Silvia Scalia               | Italien                     | 27,86 | 0Q0        |
| 8         | 2    | 4    | Kaylee McKeown              | Australien                  | 27,94 | 0Q0        |
| 9         | 4    | 8    | Chen Jie                    | Kina                        | 27,95 | 0Q0        |
| 10        | 2    | 3    | Maaike de Waard             | Nederländerna               | 28,04 | 0Q0        |
| 11        | 4    | 6    | Mimosa Jallow               | Finland                     | 28,06 | 0Q0        |
| 12        | 4    | 2    | Theodora Drakou             | Grekland                    | 28,12 | 0Q0        |
| 13        | 4    | 4    | Kira Toussaint              | Nederländerna               | 28,17 | 0Q0        |
| 14        | 3    | 7    | Simona Kubová               | Tjeckien                    | 28,37 | 0Q0        |
| 15        | 4    | 1    | Lee Eun-ji                  | Sydkorea                    | 28,38 | 0Q0        |
| 16        | 2    | 2    | Paulina Peda                | Polen                       | 28,47 | 0Q0        |
| 17        | 2    | 7    | Lora Komoróczy              | Ungern                      | 28,49 |            |
| 18        | 3    | 2    | Julie Kepp Jensen           | Danmark                     | 28,50 |            |
| 19        | 3    | 6    | Caroline Pilhatsch          | Österrike                   | 28,54 |            |
| 20        | 3    | 1    | Andrea Berrino              | Argentina                   | 28,56 |            |
| 21        | 4    | 7    | Louise Hansson              | Sverige                     | 28,67 |            |
| 22        | 3    | 8    | Stephanie Au                | Hongkong                    | 28,70 |            |
| 23        | 2    | 1    | Olivia Nel                  | Sydafrika                   | 29,06 |            |
| 24        | 4    | 0    | Alexia Sotomayor            | Peru                        | 29,72 |            |
| 25        | 3    | 0    | Donata Katai                | Zimbabwe                    | 29,81 |            |
| 26        | 4    | 9    | Hsu An                      | Kinesiska Taipei            | 30,46 |            |
| 27        | 2    | 8    | Masniari Wolf               | Indonesien                  | 30,48 |            |
| 28        | 3    | 9    | Marie Khoury                | Libanon                     | 30,57 |            |
| 29        | 2    | 0    | Mia Blazhevska Eminova      | Nordmakedonien              | 30,61 |            |
| 30        | 1    | 3    | Noor Taha                   | Bahrain                     | 31,38 |            |
| 31        | 1    | 8    | Enkh-Amgalangiin Ariuntamir | Mongoliet                   | 31,95 |            |
| 32        | 1    | 6    | Lucia Ruchti                | Suspended Member Federation | 32,33 |            |
| 33        | 2    | 9    | Jovana Kuljača              | Montenegro                  | 32,74 |            |
| 34        | 1    | 4    | Denise Donelli              | Moçambique                  | 32,76 |            |
| 35        | 1    | 1    | Aynura Primova              | Turkmenistan                | 32,91 |            |
| 36        | 1    | 5    | Avice Meya                  | Uganda                      | 32,94 |            |
| 37        | 1    | 2    | Ariel Rodrigues             | Guyana                      | 33,18 |            |
| 38        | 1    | 7    | Hamna Ahmed                 | Maldiverna                  | 34,53 |            |
| 39        | 1    | 0    | Kayla Temba                 | Tanzania                    | 39,30 |            |

### Semifinaler
Semifinalerna startade den 21 juni klockan 18:37.
| Placering | Heat | Bana | Namn              | Nationalitet   | Tid   | Noteringar |
| --------- | ---- | ---- | ----------------- | -------------- | ----- | ---------- |
| 1         | 2    | 4    | Kylie Masse       | Kanada         | 27,22 | 0Q0        |
| 2         | 2    | 3    | Analia Pigrée     | Frankrike      | 27,29 | 0Q0, 0NR0  |
| 2         | 1    | 5    | Regan Smith       | USA            | 27,29 | 0Q0        |
| 4         | 2    | 5    | Ingrid Wilm       | Kanada         | 27,39 | 0Q0        |
| 5         | 1    | 4    | Katharine Berkoff | USA            | 27,40 | 0Q0        |
| 6         | 1    | 6    | Kaylee McKeown    | Australien     | 27,58 | 0Q0        |
| 7         | 2    | 1    | Kira Toussaint    | Nederländerna  | 27,69 | 0Q0        |
| 8         | 1    | 3    | Medi Harris       | Storbritannien | 27,72 | QSO        |
| 8         | 2    | 6    | Silvia Scalia     | Italien        | 27,72 | QSO        |
| 10        | 1    | 2    | Maaike de Waard   | Nederländerna  | 27,77 |            |
| 11        | 2    | 2    | Chen Jie          | Kina           | 27,83 |            |
| 12        | 1    | 7    | Theodora Drakou   | Grekland       | 27,99 |            |
| 12        | 2    | 7    | Mimosa Jallow     | Finland        | 27,99 |            |
| 14        | 1    | 8    | Paulina Peda      | Polen          | 28,11 |            |
| 15        | 2    | 8    | Lee Eun-ji        | Sydkorea       | 28,26 |            |
| 16        | 1    | 1    | Simona Kubová     | Tjeckien       | 28,35 |            |

#### Omsimning
Omsimningen startade den 21 juni klockan 20:24.
| Placering | Bana | Namn          | Nationalitet   | Tid   | Noteringar |
| --------- | ---- | ------------- | -------------- | ----- | ---------- |
| 1         | 4    | Medi Harris   | Storbritannien | 27,56 | 0Q0        |
| 2         | 5    | Silvia Scalia | Italien        | 27,65 |            |

### Final
Finalen startade den 22 juni klockan 18:30.
| Placering | Bana | Namn              | Nationalitet   | Tid   | Noteringar |
| --------- | ---- | ----------------- | -------------- | ----- | ---------- |
| 1         | 4    | Kylie Masse       | Kanada         | 27,31 |            |
| 2         | 2    | Katharine Berkoff | USA            | 27,39 |            |
| 3         | 3    | Analia Pigrée     | Frankrike      | 27,40 |            |
| 4         | 6    | Ingrid Wilm       | Kanada         | 27,43 |            |
| 5         | 5    | Regan Smith       | USA            | 27,47 |            |
| 5         | 7    | Kaylee McKeown    | Australien     | 27,47 |            |
| 7         | 8    | Medi Harris       | Storbritannien | 27,72 |            |
| 8         | 1    | Kira Toussaint    | Nederländerna  | 27,80 |            |